# Euphorbia heteropodum
Euphorbia heteropodum är en törelväxtart som beskrevs av Ferdinand Albin Pax. Euphorbia heteropodum ingår i släktet törlar, och familjen törelväxter.
Artens utbredningsområde är Tanzania.

## Underarter
Arten delas in i följande underarter:
- E. h. formosa
- E. h. heteropodum